# Elliott Carter
Elliott Cook Carter, Jr. (ur. 11 grudnia 1908 w Nowym Jorku, zm. 5 listopada 2012 tamże) – amerykański kompozytor i pedagog.

## Życiorys
Urodził się jako syn zamożnego kupca tekstylnego. W wieku 16 lat usłyszał w Carnegie Hall Święto wiosny Igora Strawinskiego i zachwycił się nieznaną mu dotychczas muzyką. Studiował anglistykę i muzykę na Uniwersytecie Harvarda i zdobył tytuł magistra. Dalsze studia w Paryżu u Nadii Boulanger w École normale de musique de Paris w latach 1932–1935 ukończył uzyskaniem doktoratu. 
Powrócił do Nowego Jorku i w 1945 zamieszkał w Greenwich Village.
W latach 1940–1944 wykładał na St. John's College w Annapolis w Marylandzie. 
Podczas II wojny światowej pracował dla Biura Informacji Wojennej.
Po wojnie wykładał na Peabody Conservatory (1946–1948), Uniwersytecie Columbia, Kolegium Queens w Nowym Jorku (1955–1956) i Uniwersytecie Yale (1960–1962). Od 1967 wykładał na Uniwersytecie Cornella, od 1972 także na Juilliard School. 
Bywa określany mianem nestora muzyki amerykańskiej. Otrzymał Nagrodę Pulitzera w latach 1960 i 1973.
Był członkiem honorowym Międzynarodowego Towarzystwa Muzyki Współczesnej.
Elliott Carter ożenił się 6 lipca 1939 z rzeźbiarką Helen Frost-Jones (zm. 2003).

## Odznaczenia
- 1985 – National Medal of Arts (USA)[3]
- 1987 – Komandor Orderu Sztuki i Literatury (Francja)[3]
- 1990 – Komandor Orderu Zasługi Republiki Włoskiej (Włochy)[4]
- 2012 – Komandor Legii Honorowej (Francja)[5]

## Twórczość
Najwcześniejsze kompozycje Cartera utrzymane były w stylu neoklasycznym. Dopiero w 1950 napisał swój pierwszy kwartet smyczkowy, stanowiący punkt zwrotny w jego twórczości. 
W 1997 napisał operę What Next, której prapremiera odbyła się w Berlinie w operze Unter den Linden.